# Уједињени Арапски Емирати на Светском првенству у атлетици у дворани 2022.
Уједињени Арапски Емирати су учествовали на 18. Светском првенству у атлетици у дворани 2022. одржаном у Београду од 18. до 20. марта девети пут. Репрезентацију Уједињених Арапских Емирата представљао 1 атлетичар који се такмичии у трци на 60 метара.,
На овом првенству такмичар Уједињених Арапских Емирата није освоји ниједну медаљу али је оборио лични рекорд.

## Учесници
Мушкарци:
- Мохамед Хамади — 60 м

## Резултати

### Мушкарци
| Атлетичар      | Дисциплина | Лични рекорд | Квалификације | Квалификације | Полуфинале           | Полуфинале           | Финале               | Финале       | Детаљи |
| Атлетичар      | Дисциплина | Лични рекорд | Резултат      | Место         | Резултат             | Место                | Резултат             | Место        | Детаљи |
| -------------- | ---------- | ------------ | ------------- | ------------- | -------------------- | -------------------- | -------------------- | ------------ | ------ |
| Мохамед Хамади | 60 м       |              | 6,94 ЛР       | 8. у гр. 2    | Није се квалификовао | Није се квалификовао | Није се квалификовао | 40 / 43 (50) |        |